# Дерев'янко Кузьма Миколайович
Кузьма́ Микола́йович Дерев'я́нко (14 листопада 1904, Косенівка, Уманський повіт, Київська губернія, Російська імперія — 30 грудня 1954, Москва, Російська РФСР, СРСР) — військовий діяч, українець, Герой України (2007, посмертно), генерал-лейтенант. 2 вересня 1945 року приймав капітуляцію Японської імперії.

## Біографія
Народився 14 листопада 1904 року в селі Косенівка на Уманщині Черкаської області у родині козацького походження. З трьох до дев'яти років жив у повітовому місті Великий Устюг, Вологодської губернії, куди заслали 1907 року батька за участь у революційних подіях. У червоній, потім радянській армії з 1922 року. Закінчив Київську, а згодом Харківську військові школи.
Служив командиром взводу, роти, начальником штабу полку, помічником начальника відділу Українського військового округу. Згодом слухач Військової академії ім. М. В. Фрунзе (1933—1937), оволодів англійською, японською мовами.
Виконуючи урядове завдання як військовий розвідник, створив перевалочну базу на ст. Сари-Озек у Казахстані й керував нею (1937—1938). База через гори Тянь-Шань і пустелю Гобі (маршрут понад 2 тис. км) постачала зброю та боєприпаси китайській армії, що воювала з Японією.
Учасник Радянсько-фінської війни 1939–1940, начальник штабу окремої особливої бригади. Відзначений орденом Червоної Зірки та позачерговим званням полковника.
Від 1941 року — начальник розвідувального відділу Північно-Західного фронту. Особисто очолював розвідку й бойові операції в тилу німців. Від травня 1942-го — начальник штабу 53-ї армії. Улітку 1943-го воював у складі Степового фронту, брав участь у Курській битві й визволенні Харкова (1943). Від січня 1944-го — начальник штабу 4-ї гвардійської армії Другого Українського фронту та Третього Українського фронту. Керував бойовими діями під час Корсунь-Шевченківської операції, Яссько-Кишинівської наступальної операції (1944), Будапештської наступальної операції (1944—1945) та Віденської наступальної операції (1945).
У зв'язку з майбутньою війною з Японією в червні 1945 року був переведений на Далекий Схід на посаду начальника штабу 35-ї армії. В липні був призначений представником радянського Верховного Головнокомандування при штабі об'єднаних союзних військ на чолі з американським генералом Д. Макартуром, які вели війну з японськими військами на Тихому океані.

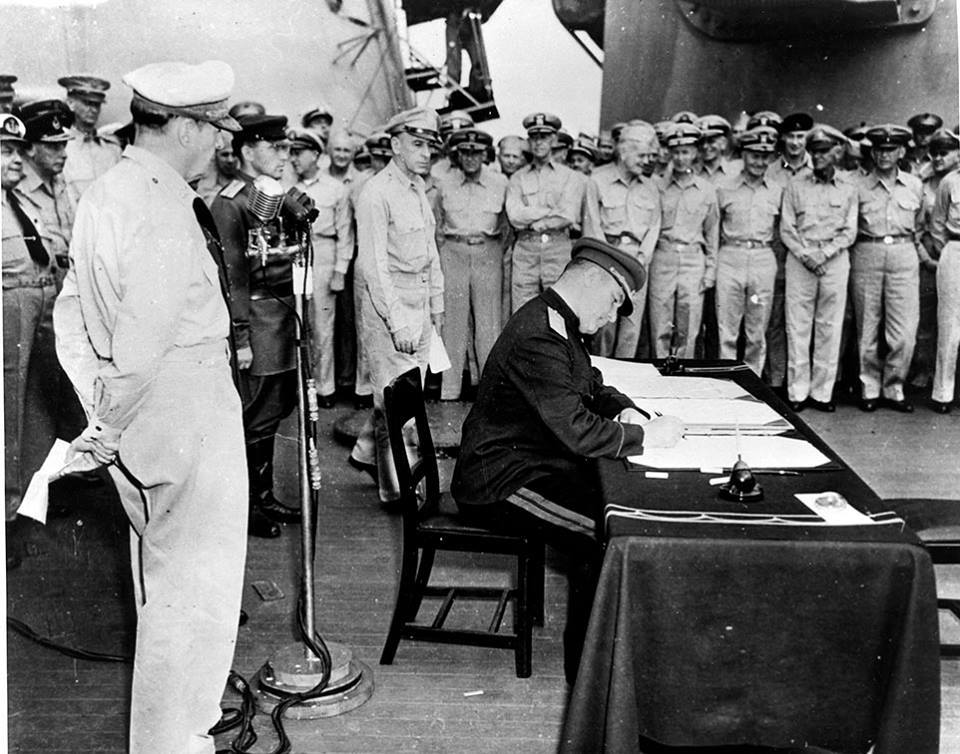
Генерал-лейтенант Дерев'янко на борту лінкора «Міссурі» підписує акт про капитуляцію Японії. 2 вересня 1945 року.

2 вересня 1945 року генерал-лейтенант Кузьма Дерев'янко на борту американського лінкора «Міссурі» в Токійській затоці підписує від імені СРСР Акт капітуляції Японії. 
Від січня 1946-го — член союзної Ради (консультативний орган держав-переможниць при американському головнокомандуванні окупаційних військ союзників у Японії). Після розпуску Ради 1951-го — начальник кафедри академії Генштабу, на інших високих посадах у Міністерстві оборони СРСР.
Унаслідок радіоактивного опромінення, оскільки відвідував Хіросіму й Нагасакі, здоров'я К. Деревянка сильно погіршилося та, після тривалої й важкої хвороби, 30 грудня 1954 він помер від раку в Москві. Похований 3 січня 1955 року на Новодівочому цвинтарі.

## Нагороди

### Українські
- 7 травня 2007 року Президент України Віктор Ющенко підписав Указ[3] про присвоєння Кузьмі Дерев'янку посмертно звання Герой України з нагородженням ордена «Золота Зірка» за мужність і самовідданість, виявлені у роки Другої світової війни 1939—1945 років, визначні дипломатичні заслуги у повоєнному врегулюванні міждержавних відносин.

### Радянські
- Орден Леніна
- Орден Леніна
- Орден Червоного Прапора
- Орден Червоного Прапора
- Орден Суворова I ступеня
- Орден Кутузова I ступеня
- Орден Богдана Хмельницького I ступеня
- Орден Червоної Зірки
- Медаль «За перемогу над Німеччиною»
- Медаль «За перемогу над Японією»
- Медаль «За взяття Будапешта»
- Медаль «За взяття Відня»
- Медаль «XX років Робітничо-Селянській Червоній Армії»
- Медаль «30 років Радянській Армії та Флоту»

### Американські
- Легіон Заслуг — у травні 1946 року Президент Сполучених Штатів Гаррі Трумен нагородив К. М. Дерев'янка орденом «Легіон заслуг» (Legion of Merit).

## Вшанування пам'яті
- У 2012 році у Києві відкрили меморіальну дошку Кузьмі Дерев'янку.
- У місті Вінниця є вулиця і провулок Генерала Дерев'янка.
- У місті Умань є вулиця Дерев'янка.
- У місті Харкові на Павловому полі є вулиця Дерев'янка.

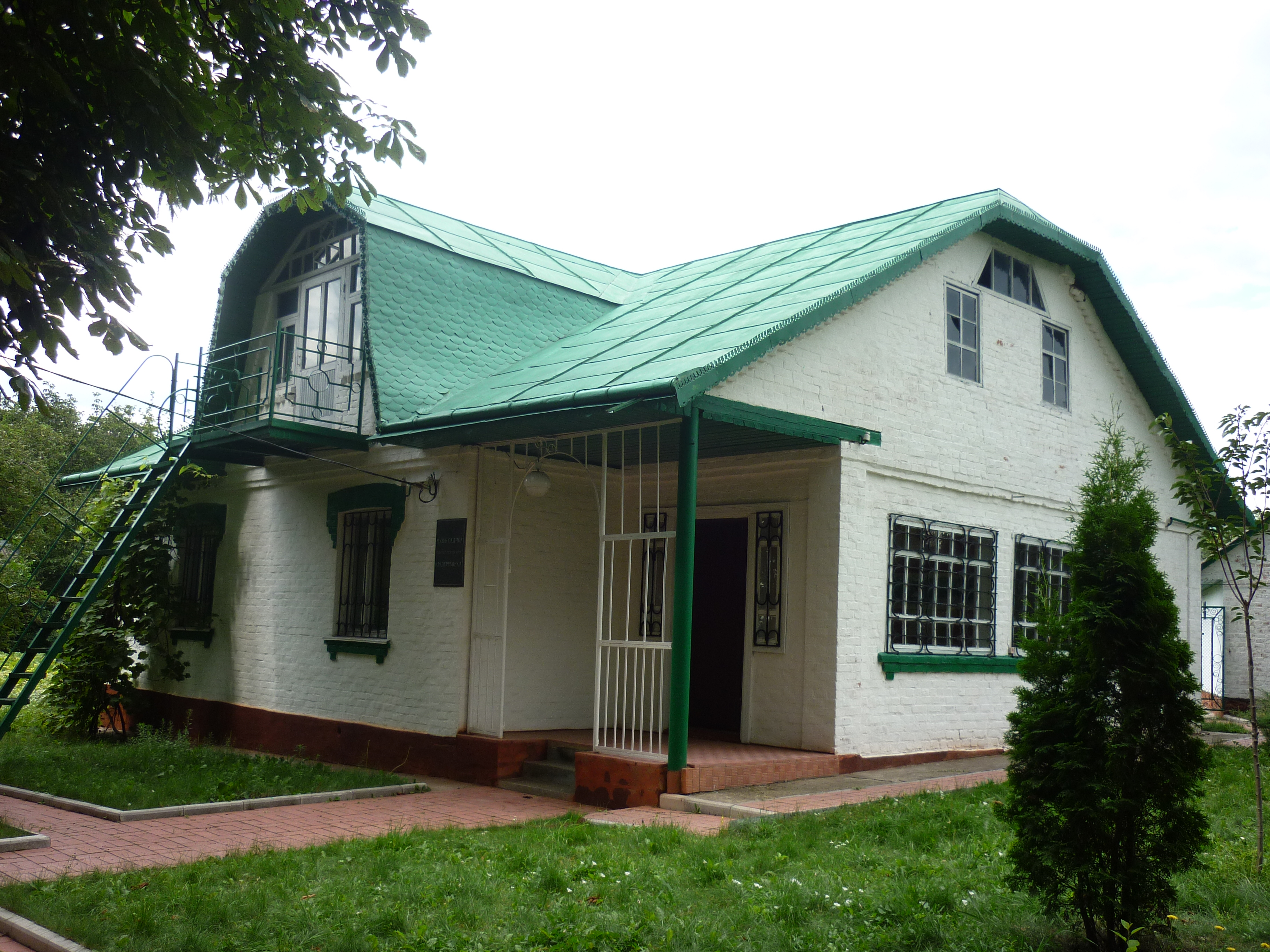
У с. Косенівка на Уманщині в 2007 році відкрито садибу-музей Кузьми Дерев'янка. Відбулось вшанування пам'яті видатного земляка. Тоді ж, вперше був використаний вислів про українця котрий поставив крапку в Другій світовій війні. Автором його був начальник відділу взаємодії з правоохоронними органами, оборонної та мобілізаційної роботи Уманської райдержадміністрації Кулинич Василь, який брав активну участь в підготовці та проведенні урочистих заходів. Спочатку цей поетичний зворот прозвучав в його виступі в ранішній передачі місцевого радіо. Потім в промові Голови РДА Григоренка Петра на урочистому мітингу. Засоби масової інформації сприяли поширенню вислову про Кузьму Дерев'янка як українця котрий поставив крапку в документі про японську капітуляцію, що означало закінчення Другої світової війни.  - Музей-садиба в селі Косенівка
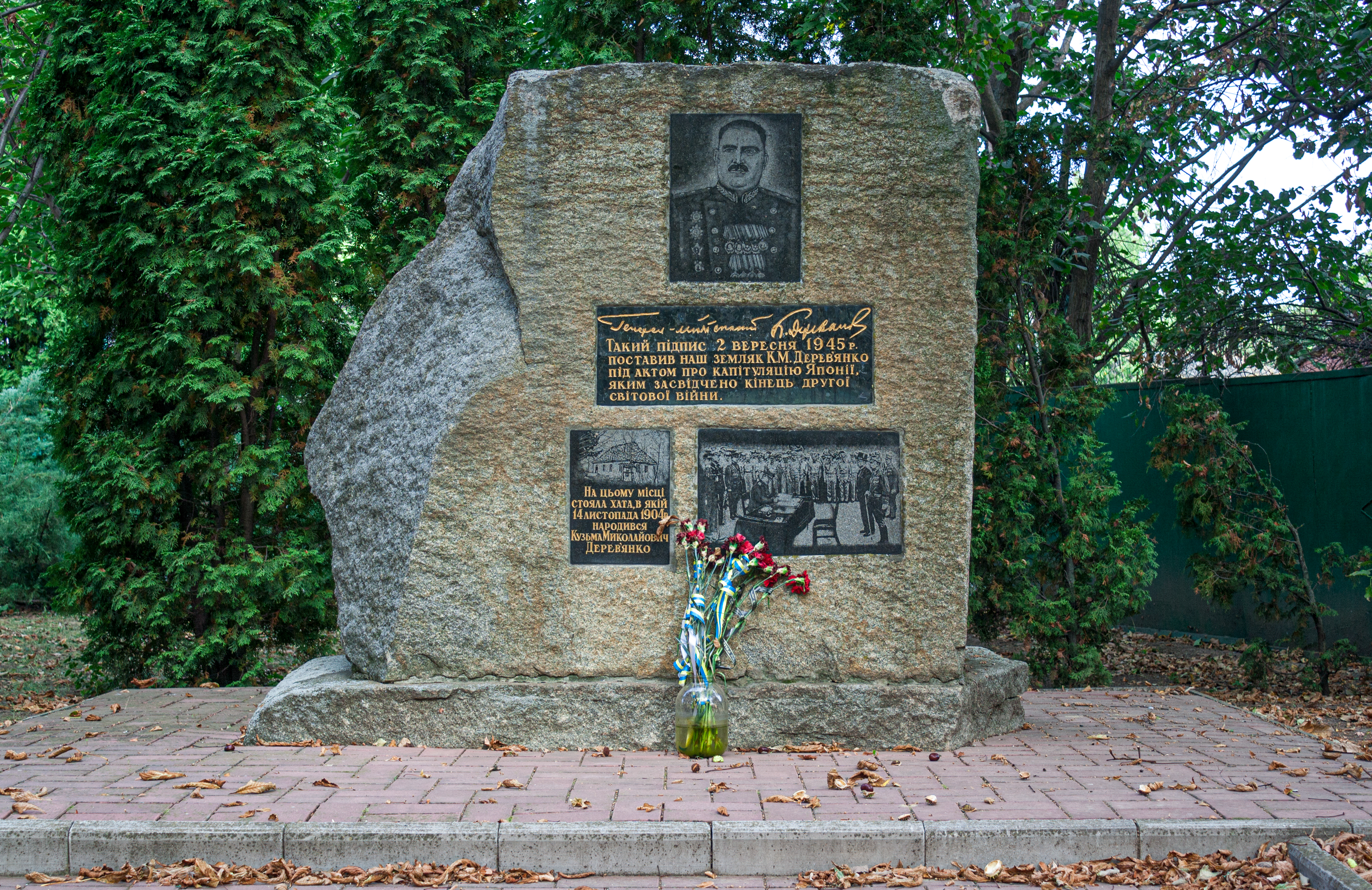
Пам'ятний знак в селі Косенівка
  - Пам'ятний знак в селі Косенівка